# Саакян, Бако Саакович
Бако́ Саа́кович Саакя́н (арм. Բակո Սահակի Սահակյան; род. 30 августа 1960, Степанакерт, Нагорно-Карабахская АО) — государственный деятель непризнанной Нагорно-Карабахской Республики, президент НКР (2007—2020).

## Биография
Родился 30 августа 1960 года в городе Степанакерт Нагорно-Карабахской автономной области Азербайджанской ССР.

### Образование и ранняя карьера
В 1977 году окончил Степанакертскую среднюю школу № 1.
С 1978 по 1980 год проходил срочную службу в рядах Советской Армии, после окончания службы в 1981 году был принят на работу в качестве слесаря-механика в Степанакертском производственно-механизированном комбинате № 9, в 1982 году был переведён в Степанакертский комбинат стройматериалов в качестве рабочего по раздроблению камня.
С 1983 по 1987 год был мастером-реставратором в Степанакертском филиале научного управления по восстановлению старинных памятников, с 1987 по 1990 год работал в областном управлении снабжения в качестве снабженца.
С 1988 года был известен как один из активистов Карабахского движения.

### Военная карьера
В 1990 году вступил в ряды сил самообороны НКР. С 1992 по 1993 год — заместитель начальника комитета сил самообороны НКР по тылу, с 1993 по 1995 год — начальник штаба по тылу, с 1995 по 1996 год — заместитель командующего армии обороны НКР по внешним связям, с 1996 по 1997 год — заместитель командира 10-й горнострелковой дивизии АО НК по тылу.
С 1997 по 1999 год был помощником министра внутренних дел и национальной безопасности Армении.
С 1999 по 2001 год занимал пост министра внутренних дел НКР, с 2001 по 2007 год — министр национальной безопасности НКР.

### Президентство
19 июля 2007 года был избран президентом НКР, набрав 59,3 тысяч голосов избирателей (85,1 %).
19 июля 2012 года был переизбран президентом НКР на второй срок, набрав 47,1 тысяч голосов избирателей (67,65 %).
19 июля 2017 года был переизбран президентом на третий срок, получив 28 из 33 голосов депутатов парламента. (По итогам референдума, прошедшего в феврале того же года и изменившего форму правления в НКР со смешанной республики на президентскую, с 2017 по 2020 годы устанавливается переходный период, а президент на этот срок избирается на непрямых выборах).

### Арест
3 октября 2023 года, по данным агентства Азери-Пресс, был задержан Службой государственной безопасности Азербайджана вместе с другими бывшими руководителями НКР и доставлен в Баку. Задержание бывших руководителей НКР нашло подтверждение и со стороны Министерства иностранных дел Армении, осудившего их арест.
5 октября 2023 года Сабаильский районный суд г. Баку на 4 месяца арестовал бывших руководителей НКР, в том числе и Бако Саакяна, Службой государственной безопасности были выдвинуты обвинения по ряду статей Уголовного кодекса Азербайджана.
17 января 2025 года стартовал судебный процесс над Саакяном и рядом других бывших представителей военно-политического руководства НКР.

## Другие данные
- Орден Тиграна Великого (Армения, 17 сентября 2016) —  за значительный вклад в становление и укрепление арцахской государственности, решение важнейших вопросов общенационального значения, а также неустанную самоотверженность[9],
- Награждён орденом «Боевой крест» 1-й степени (НКР), медалями «Вазген Саркисян», «За заслуги перед Отечеством» 1-й степени.
- Окончил юридический факультет Арцахского государственного университета[10].